# Präsidentschafts- und Parlamentswahlen in Argentinien 2007
Die Präsidentschafts- und Parlamentswahlen in Argentinien 2007 erfolgten am 28. Oktober des Jahres. Dabei wurden der Präsident des Landes, die Hälfte der Sitze des Abgeordnetenhauses und ein Drittel der Sitze des Senates neu bestimmt.
Cristina Fernández de Kirchner konnte die Präsidentschaftswahlen deutlich bereits in der ersten Runde für sich entscheiden. Auch in der Parlamentswahl wurde ihr Block, der Frente para la Victoria, gestärkt und verteidigte die absolute Mehrheit der Mandate.

## Vorgeschichte
Nach der Wirtschaftskrise zwischen 1998 und 2002 war unter der Regierung Néstor Kirchner dem Land ein Wiederaufschwung gelungen. Demzufolge genoss dieser trotz einiger Skandale eine erhebliche Beliebtheit in der Bevölkerung.
Bei den Parlamentswahlen 2005 hatte Kirchners Wahlallianz Frente para la Victoria einen deutlichen Sieg erzielen können und konnte sich damit auf stabile Mehrheiten im Kongress stützen. Schon im Jahr 2006 konnten Meinungsumfragen den Trend bestätigen, dass eine Wiederwahl Kirchners sehr wahrscheinlich sei. Auch eine Kandidatur seiner Ehefrau Cristina Fernández wurde nie ausgeschlossen, daher kam Kirchners Ankündigung, seine Kandidatur zu ihren Gunsten zurückzuziehen, im Mai 2007 auch nicht überraschend.

## Präsidentschaftskandidaten
Die Hauptkandidaten standen schon 2006 nahezu fest. Spekuliert wurde allenfalls um eine Beteiligung des in Buenos Aires starken konservativen Wahlblocks Propuesta Republicana des Unternehmers Mauricio Macri. Besonders wegen eines Skandals rund um einen seiner wichtigsten Verbündeten Jorge Sobisch aus der Provinz Neuquén zog er seine Ambitionen jedoch zurück und kandidierte stattdessen erfolgreich für das Bürgermeisteramt der Hauptstadt. Eine weitere Unklarheit war die Kandidatur des Altpräsidenten Carlos Menem, dessen Block sich jedoch für die Unterstützung anderer Kandidaten, insbesondere Alberto Rodríguez Saá, entschied.
Eine Besonderheit der Wahl war, dass erstmals keine der beiden Volksparteien PJ und UCR einen eigenen Kandidaten aufstellten. Zwar stellten sich die größten Teile der PJ hinter Fernández de Kirchner, jedoch trat als zweiter Peronist Rodríguez Saá an. Die UCR dagegen verteilte sich auf mehrere Kandidaten, einige davon unterstützten sogar Fernández de Kirchner.
Folgende Kandidaten wurden allgemein als chancenreich behandelt:
- Cristina Fernández de Kirchner (Frente para la Victoria, peronistisch), Senatorin und Ehefrau des ehemaligen Präsidenten Néstor Kirchner. Sie wurde seit der Bekanntmachung ihrer Kandidatur als Favoritin gehandelt.
- Elisa Carrió (ARI, sozialdemokratisch), Gründerin der sozialdemokratischen UCR-Abspaltung ARI und ehemalige UCR-Politikerin. Ihr wurden Außenseiterchancen eingeräumt, sollte es zu einer Stichwahl kommen, da sie besonders in der städtischen Mittelschicht hohes Ansehen genoss. Unterstützt wurde sie neben ihrer eigenen Partei von Teilen der UCR und der Sozialisten,
- Roberto Lavagna (Una Nación Avanzada, linksliberal) Wirtschaftsminister unter der Regierung Kirchner, der für sich beanspruchte, ihm sei der Wiederaufschwung nach der Krise zu verdanken. Wegen interner Differenzen mit Kirchner verweigerte er Fernández seine Unterstützung und trat als eigener Kandidat an, unterstützt von Teilen der UCR.
- Alberto Rodríguez Saá (Frente Justicialista por la Libertad, rechtsperonistisch), Bruder des in der Krise kurzzeitig an die Regierung gelangten Adolfo Rodríguez Saá und Gouverneur der Provinz San Luis. Er wurde unterstützt von den Teilen der Peronistischen Partei, die gegen Kirchner gerichtet waren, insbesondere von Menem und Duhalde.
- Ricardo López Murphy (Recrear para el Crecimiento, wirtschaftsliberal), Wirtschaftsminister unter Fernando de la Rúa. Lange Zeit galt er wegen seines guten Abschneidens bei der Wahl 2003, in der er auch als Kandidat antrat, als Anwärter für eine eventuelle Stichwahl mit Fernández, interne Differenzen mit Mauricio Macri in der von ihm mitbegründeten Wahlallianz Propuesta Republicana schmälerten seine Chancen jedoch.
- Jorge Sobisch (Movimiento Provincias Unidas, Unión Popular, Modin, rechtskonservativ), Gouverneur der reichen Provinz Neuquén, galt ebenfalls bis Anfang 2007 als aussichtsreicher Kandidat der zweiten Reihe. Wegen eines Skandals im April des Jahres, als bei einer polizeilichen Aktion gegen Demonstranten ein Lehrer getötet wurde, schmälerten sich jedoch auch seine Chancen erheblich.

Weiterhin traten eine Reihe von Linkskandidaten an: Néstor Pitrola (Partido Obrero), Vilma Ripoli (MST), José Montes (MAS/PTS/Izquierda Socialista), Luis Alberto Ammann (PH / PC), Gustavo Brede Obeid (PPR) sowie der Piquetero-Führer Raúl Castells (MIJD), der Filmregisseur Fernando Solanas (PSA) und der als „Dauerkandidat“ bekannte Juan Ricardo Muzza (CLP).

## Präsidentschaftswahl
Wie üblich konzentrierte sich die mediale Aufmerksamkeit auf die Präsidentschaftswahl. Sie fand weitgehend ohne Unregelmäßigkeiten statt. Bereits die Wahlprognosen um 18 Uhr am Wahltag ließen auf eine komfortable Mehrheit von Cristina Fernández schließen, es war aber bis in die späteren Abendstunden nicht zweifelsfrei klar, ob sie die 40-Prozent-Hürde nehmen würde und gleichzeitig Elisa Carrió auf weniger als 30 % der Stimmen kommen würde. Bereits die ersten Hochrechnungen um etwa 21 Uhr deuteten auf einen sehr wahrscheinlichen Sieg von Fernández bereits im ersten Wahlgang, so dass Carrió ihre Niederlage noch am Abend eingestand.
Die endgültige Nachzählung der Stimmen ergab einen noch höheren Stimmenanteil für Fernández als die vorläufige Auszählung am Wahltag. Somit war wegen des Überschreitens der 45-Prozent-Marke keine Stichwahl mehr nötig.
Die Ergebnisse:
| Kandidatenformel        | Partei / Wahlallianz                                | Prozent |
| ----------------------- | --------------------------------------------------- | ------- |
| Kirchner - Cobos        | Alianza Frente para la Victoria 1                   | 45,29   |
| Carrió - Giustiniani    | Alianza Confederación Coalición Cívica 2            | 23,04   |
| Lavagna - Morales       | Alianza Concertación Una Nación Avanzada 3          | 16,91   |
| Rodríguez Saá - Maya    | Alianza Frente Justicia Unión y Libertad 4          | 7,64    |
| Solanas - Cadelli       | Partido Socialista Auténtico                        | 1,58    |
| López Murphy - Bullrich | Recrear para el Crecimiento                         | 1,43    |
| Sobisch - Asis          | MPU / UP / UAV / MODIN                              | 1,40    |
| Ripoli - Bedonde        | Movimiento Socialista de los Trabajadores           | 0,75    |
| Pitrola - Arroyos       | Partido Obrero                                      | 0,61    |
| Montes - Heberling      | PTS / MAS / Izquierda Socialista 5                  | 0,44    |
| Ammann - Deleonardi     | Frente Amplio hacia la Unidad Latinoamericana 6     | 0,37    |
| Castells - Pelozo       | Movimiento Independiente de Jubilados y Desocupados | 0,26    |
| Breide Obeid - Vergara  | Partido Popular de la Reconstrucción                | 0,24    |
| Mussa - Nespral         | Confederación Lealtad Popular                       | 0,06    |

## Parlamentswahlen
Bei den gleichzeitig zur Präsidentschaftswahl stattfindenden Kongresswahlen, bei denen landesweit die Hälfte des Abgeordnetenhauses und ein Drittel des Senats erneuert wurde, konnte das mit Fernández de Kirchner alliierte Frente para la Victoria seine bereits vorhandene Mehrheit festigen. Es verfügt mit 128 von 255 Sitzen über eine knappe absolute Mehrheit, zahlreiche Abgeordnete anderer Parteien hatten jedoch ebenfalls die Unterstützung Fernández' angekündigt, unter anderen die sogenannten Radicales K, die sie anstatt von Roberto Lavagna unterstützten.
Zugewinne konnten die oppositionelle ARI, die Sozialisten sowie einige Kleinparteien verbuchen, die zu Kirchner/Fernández dissidenten Peronisten (Menemisten, Duhaldisten) erlitten dagegen drastische Verluste.

### Abgeordnetenhaus
Ergebnisse der Wahl zum Abgeordnetenhaus:
| Distrikt            | Partei                                     | Mandate |
| ------------------- | ------------------------------------------ | ------- |
| Buenos Aires        | Frente para la Victoria                    | 20      |
| Buenos Aires        | Coalición Cívica                           | 9       |
| Buenos Aires        | Unión PRO                                  | 4       |
| Buenos Aires        | Unión Cívica Radical                       | 2       |
| Capital Federal     | Coalición Cívica                           | 3       |
| Capital Federal     | Socialista                                 | 2       |
| Capital Federal     | Propuesta Republicana                      | 2       |
| Capital Federal     | Frente para la Victoria                    | 2       |
| Capital Federal     | Dialogo por Buenos Aires                   | 1       |
| Capital Federal     | Proyecto Sur                               | 1       |
| Capital Federal     | Unión Cívica Radical                       | 1       |
| Catamarca           | Frente para la Victoria                    | 1       |
| Catamarca           | Frente Cívico y Social                     | 1       |
| Chaco               | Frente para la Victoria                    | 2       |
| Chaco               | Frente de Todos                            | 1       |
| Chubut              | Justicialista                              | 3       |
| Córdoba             | Unión Cívica Radical                       | 3       |
| Córdoba             | Frente para la Victoria                    | 2       |
| Córdoba             | Afirmación para una República Igualitaria  | 2       |
| Córdoba             | Frente Grande / Frente Córdoba Nueva       | 1       |
| Córdoba             | Acción por la República                    | 1       |
| Córdoba             | Sociedad Justa - Concertación UNA          | 1       |
| Corrientes          | Frente de Todos                            | 2       |
| Corrientes          | Unión Cívica Radical                       | 1       |
| Corrientes          | Justicialista                              | 1       |
| Entre Ríos          | Frente para la Victoria                    | 2       |
| Entre Ríos          | Unión Cívica Radical - UNA                 | 1       |
| Entre Ríos          | Coalición Cívica - Socialista              | 1       |
| Formosa             | Frente para la Victoria                    | 3       |
| Jujuy               | Frente para la Victoria                    | 1       |
| Jujuy               | Frente Jujeño                              | 1       |
| Jujuy               | Primero Jujuy                              | 1       |
| La Pampa            | Partido Justicialista                      | 1       |
| La Pampa            | Frente Pampeano Cívico y Social            | 1       |
| La Rioja            | Frente del Pueblo Riojano                  | 3       |
| Mendoza             | Justicialista y otros                      | 3       |
| Mendoza             | Concertación Plural y otros                | 2       |
| Misiones            | Frente Renovador                           | 2       |
| Misiones            | Frente para la Victoria                    | 2       |
| Neuquén             | Frente para la Victoria                    | 1       |
| Neuquén             | Movimiento Popular Neuquino                | 1       |
| Río Negro           | Frente para la Victoria                    | 2       |
| Río Negro           | Concertación para el Desarrollo            | 1       |
| Salta               | Frente Justicialista para la Victoria      | 2       |
| Salta               | Frente para la Victoria Renovador de Salta | 2       |
| San Juan            | Frente para la Victoria                    | 3       |
| San Luis            | Frente Justicialista                       | 2       |
| Santa Cruz          | Frente para la Victoria                    | 2       |
| Santa Fe            | Frente para la Victoria                    | 5       |
| Santa Fe            | Socialista                                 | 5       |
| Santiago del Estero | Frente Cívico por Santiago                 | 4       |
| Tierra del Fuego    | Afirmación para una República Igualitaria  | 1       |
| Tierra del Fuego    | Frente para la Victoria                    | 1       |
| Tierra del Fuego    | Unidad Federalista                         | 1       |
| Tucumán             | Frente para la Victoria                    | 4       |
| Tucumán             | Concertación UNA                           | 1       |

Sitzverteilung im Abgeordnetenhaus nach der Wahl:
| Partei                               | neu gewählt | Differenz zu 2005 | Sitze insgesamt |
| ------------------------------------ | ----------- | ----------------- | --------------- |
| Frente para la Victoria              | 78          | +13               | 153             |
| Coalición Cívica (ARI und Alliierte) | 19          | +13               | 27              |
| Unión Cívica Radical                 | 14          | −7                | 30              |
| Propuesta Republicana                | 2           | −11               | 13              |
| Peronisten außerhalb des FV          | 2           | −15               | 9               |
| Sonstige                             | 15          | +7                | 25              |

### Senat
Wahlen zum Senat wurden in Buenos Aires (Stadt), Chaco, Entre Ríos, Neuquén, Río Negro, Salta, Santiago del Estero und Tierra del Fuego abgehalten. Bei der Senatorenwahl erhält in allen Provinzen die stärkste Partei zwei Sitze und die zweitstärkste einen.
Dabei traten folgende Veränderungen auf:
| Partei                      | Veränderung gegenüber 2005 | Senatoren (nach der Wahl) |
| --------------------------- | -------------------------- | ------------------------- |
| Frente para la Victoria     | +3                         | 44                        |
| Coalición Cívica            | +4                         | 5                         |
| UCR                         | −5                         | 10                        |
| Peronisten außerhalb der FV | ±0                         | 4                         |
| Regionalparteien            | ±0                         | 9                         |